# EJ 575
EJ 575 (чеськ. Elektrická Jednotka, тип 575) — двоповерховий міжрегіональний електропотяг змінного струму виробництва компанії «Škoda Vagonka». Випускається на замовлення Литовських залізниць на базі електропоїздів серії 471 для заміни застарілих ризьких електропоїздів ЕР9М.
Електропоїзд має три вагони — моторний вагон серії 211, проміжний вагон серії 444 та керувальний вагон серії 307 або два вагони (без проміжного вагона). Конструкція та основні розміри всіх вагонів однакові. Поїзд пристосований для доступу та перевезення пасажирів-інвалідів завдяки наявності низькопідлогового входу, посадкових рамп, підіймальної платформи для пасажирів в інвалідному візку та безбар'єрного простору в салоні (в тому числі туалети). Поїзд також має пристрій для підключення до Інтернету.

## Примітки

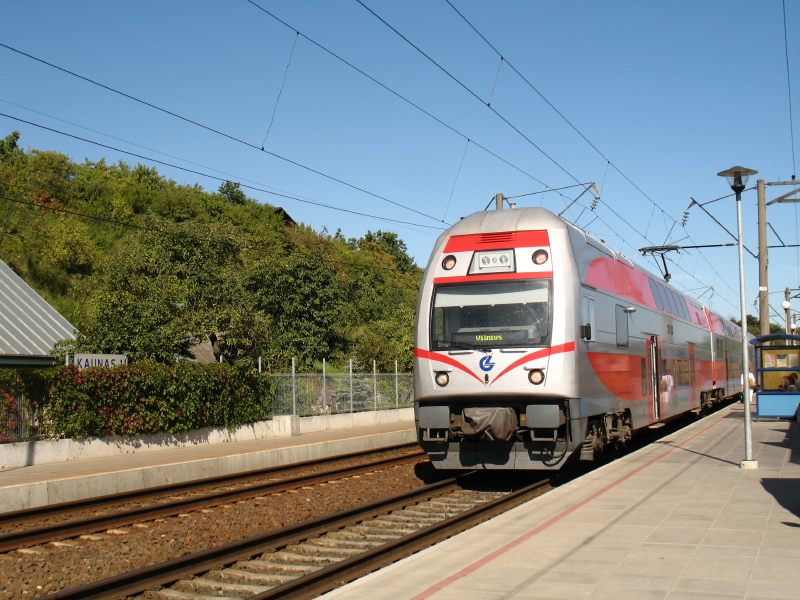
EJ 575